# Foum Jemaâ
Pour les articles homonymes, voir Jemaa.
Foum Jemaâ (en arabe : فم الجمعة) est une ville du Maroc située dans le Haut Atlas à 130 km au nord-est de Marrakech dans la région de Béni Mellal-Khénifra. Elle possède un ancien quartier juif (Mellah) et un souk où se réunissent hebdomadairement chaque Lundi les agriculteurs de la région.

## Artistes
Fils d’Abdelkader El Badaouy, un Jamaoui pur et un grand passionné de littérature, le rappeur-chanteur et écrivain Ilyass El Badaouy hérite de son père la grande passion livresque et l’amour d’écrire et de publier. Son premier ouvrage s’intitule La luxueuse vie d’un fauché , paru chez les éditions béninoises Essaim Plumes. Son deuxième livre autoedité aux États-Unis et intitulé AYA : Une histoire d’amour décennale est un extrait de son prochain roman autobiographique. Son troisième s’appelle L’Œil des loups publié chez Édilivre en France. Tandis que son dernier livre s’intitule Le nez rouge publié chez Essaim Plumes.